# 莫納斯特羅克 (特諾皮爾州)
48°43′59″N 25°51′27″E / 48.73306°N 25.85750°E
莫納斯特羅克（羅馬化：Monastyrok）是烏克蘭的村落，位於該國西部捷爾諾波爾州，由喬爾特基夫區負責管轄，面積0.93平方公里，海拔高度246米，2001年人口265，人口密度每平方公里283.7人。